# Titusville (Pennsylvania)
Titusville è una città degli Stati Uniti d'America, nella Contea di Crawford, nello Stato della Pennsylvania.
Questa località è diventata famosa perché vi fu realizzato il primo pozzo petrolifero della storia, il 27 agosto 1859.

## Storia
L'industria petrolifera moderna è nata come conseguenza della ricerca di illuminazione a buon mercato. Fino al 1859 la maggior parte della gente creava luce artificiale bruciando grassi di animali sotto forma di candele (cera d'api) oppure bruciando olio di balena.
Allo scopo di trarre vantaggi dai prezzi elevati per l'illuminazione, un gruppo di investigatori assunse un conduttore ferroviario di nome Edwin Drake, per condurli in un luogo vicino agli avvistati affioramenti petroliferi. Dopo alcune concitate settimane nelle campagne della Pennsylvania, il 27 agosto del 1859 Drake trovò un giacimento di petrolio alla profondità di 69 piedi l'equivalente di 21 metri. Tale pozzo rendeva intorno ai 15 barili/giorno.
Grazie a questo avvenimento vedono la luce le fasi iniziali dell'industria petrolifera, dagli esordi turbolenti, fino all'arrivo di John D. Rockefeller (ai tempi il più grande imprenditore della zona) che con la sua geniale strategia riuscì a creare dal nulla il più grande monopolio privato della storia, la Standard Oil.
La scoperta di Drake ebbe effetti immediati e dirompenti.
Nel 1911 la Standard Oil fu divisa con la conseguenza della legislazione antimonopolista (Antitrust Act) che prevedeva la formazione di tanti settori competenti tra le quali Esso (SO acronimo di Standard Oil) che successivamente si trasformò in Exxon e rimane tutt'oggi il più noto "figlio" di questa frammentazione.